# Giro d'Italia de 2016
O Giro d'Italia (Volta à Itália) foi a nonagésima nona edição da competição homônima, sendo uma das Grandes Voltas do ciclismo. O Giro começou na cidade de Apeldoorn no dia 6 de maio, com a corrida de contrarrelógio individual de 9.8 km (6 milhas), seguida por duas outras etapas nos Países Baixos, ambas entre Nijmegen e Arnhem.

## Equipes participantes
| Equipes WorldTeam (18)- AG2R La Mondiale - Astana - BMC Racing Team - Cannondale - Dimension Data - Etixx-Quick Step - FDJ - IAM Cycling - Lampre-Merida - Lotto-Soudal - Movistar Team - Orica-GreenEDGE - Giant-Alpecin - Katusha - Lotto NL-Jumbo - Sky - Tinkoff - Trek-Segafredo Equipes profissionais Continentais (4)- Bardiani CSF - Gazprom-RusVelo - Nippo-Vini Fantini - Wilier Triestina-Southeast |
| |

## Etapas
| Etapa | Data    | Percurso                            | type                      | Distância (km) | Vencedor            | Líder geral        |
| ----- | ------- | ----------------------------------- | ------------------------- | -------------- | ------------------- | ------------------ |
| 1     | 6 mai.  | Apeldoorn – Apeldoorn               | contrarrelógio individual | 9,8            | Tom Dumoulin        | Tom Dumoulin       |
| 2     | 7 mai.  | Arnhem – Nimega                     | etapa plana               | 190            | Marcel Kittel       | Tom Dumoulin       |
| 3     | 8 mai.  | Nimega – Arnhem                     | etapa plana               | 190            | Marcel Kittel       | Marcel Kittel      |
| 4     | 10 mai. | Catanzaro – Praia a Mare            | média montanha            | 200            | Diego Ulissi        | Tom Dumoulin       |
| 5     | 11 mai. | Praia a Mare – Benevento            | etapa escarpada           | 233            | André Greipel       | Tom Dumoulin       |
| 6     | 12 mai. | Ponte – Roccaraso                   | média montanha            | 157            | Tim Wellens         | Tom Dumoulin       |
| 7     | 13 mai. | Sulmona – Foligno                   | etapa plana               | 211            | André Greipel       | Tom Dumoulin       |
| 8     | 14 mai. | Foligno – Arezzo                    | média montanha            | 186            | Gianluca Brambilla  | Gianluca Brambilla |
| 9     | 15 mai. | Radda in Chianti – Greve in Chianti | contrarrelógio individual | 40,5           | Primož Roglič       | Gianluca Brambilla |
| 10    | 17 mai. | Campi Bisenzio – Sestola            | média montanha            | 219            | Giulio Ciccone      | Bob Jungels        |
| 11    | 18 mai. | Módena – Asolo                      | etapa escarpada           | 227            | Diego Ulissi        | Bob Jungels        |
| 12    | 19 mai. | Noale – Bibione                     | etapa plana               | 182            | André Greipel       | Bob Jungels        |
| 13    | 20 mai. | Palmanova – Cividale del Friuli     | média montanha            | 170            | Mikel Nieve         | Andrey Amador      |
| 14    | 21 mai. | Farra d'Alpago – Corvara in Badia   | alta montanha             | 210            | Esteban Chaves      | Steven Kruijswijk  |
| 15    | 22 mai. | Kastelruth – Alpe di Siusi          | cronoescalada             | 10,8           | Aleksandr Foliforov | Steven Kruijswijk  |
| 16    | 24 mai. | Brixen – Andalo                     | alta montanha             | 132            | Alejandro Valverde  | Steven Kruijswijk  |
| 17    | 25 mai. | Molveno – Cassano d'Adda            | etapa plana               | 196            | Roger Kluge         | Steven Kruijswijk  |
| 18    | 26 mai. | Muggiò – Pinerolo                   | média montanha            | 244            | Matteo Trentin      | Steven Kruijswijk  |
| 19    | 27 mai. | Pinerolo – Risoul                   | alta montanha             | 162            | Vincenzo Nibali     | Esteban Chaves     |
| 20    | 28 mai. | Guillestre – Vinadio                | alta montanha             | 134            | Rein Taaramäe       | Vincenzo Nibali    |
| 21    | 29 mai. | Cuneo – Turim                       | etapa plana               | 163            | Nikias Arndt        | Vincenzo Nibali    |

## Classificações finais

### Classificação geral
| \| Classificação geral \| Classificação geral \| Classificação geral \| Classificação geral \| Classificação geral \| \| Ciclista \| Ciclista \| Equipe \| Tempo \| \| \| ------------------- \| ------------------- \| ------------------- \| ------------------- \| ------------------- \| \| 1. \| Vincenzo Nibali \| Astana \| 86h32m49s \| \| \| 2. \| Esteban Chaves \| Orica-GreenEDGE \| + 52s \| \| \| 3. \| Alejandro Valverde \| Movistar Team \| + 1m17s \| \| \| 4. \| Steven Kruijswijk \| LottoNL-Jumbo \| + 1m50s \| \| \| 5. \| Rafał Majka \| Tinkoff \| + 4m37s \| \| \| 6. \| Bob Jungels \| Etixx-Quick Step \| + 8m31s \| \| \| 7. \| Rigoberto Urán \| Cannondale \| + 11m47s \| \| \| 8. \| Andrey Amador \| Movistar Team \| + 13m21s \| \| \| 9. \| Darwin Atapuma \| BMC Racing Team \| + 14m09s \| \| \| 10. \| Kanstantsin Sivtsov \| Dimension Data \| + 16m20s \| \| \| 11. \| Hubert Dupont \| AG2R La Mondiale \| + 24m33s \| \| \| 12. \| Jakob Fuglsang \| Astana \| + 24m59s \| \| \| 13. \| Giovanni Visconti \| Movistar Team \| + 31m38s \| \| \| 14. \| André Cardoso \| Cannondale \| + 34m12s \| \| \| 15. \| Maxime Monfort \| Lotto-Soudal \| + 34m34s \| \| \| 16. \| Michele Scarponi \| Astana \| + 38m09s \| \| \| 17. \| Sebastián Henao \| Team Sky \| + 38m09s \| \| \| 18. \| Stefano Pirazzi \| Bardiani CSF \| + 41m00s \| \| \| 19. \| Matteo Montaguti \| AG2R La Mondiale \| + 43m49s \| \| \| 20. \| Domenico Pozzovivo \| AG2R La Mondiale \| + 51m49s \| \| |                     |                  |           |
| |                     |                  |           |
| Fonte: ProCyclingStats |                     |                  |           |
| Classificação geral |                     |                  |           |
| Ciclista | Ciclista            | Equipe           | Tempo     |
| 1. | Vincenzo Nibali     | Astana           | 86h32m49s |
| 2. | Esteban Chaves      | Orica-GreenEDGE  | + 52s     |
| 3. | Alejandro Valverde  | Movistar Team    | + 1m17s   |
| 4. | Steven Kruijswijk   | LottoNL-Jumbo    | + 1m50s   |
| 5. | Rafał Majka         | Tinkoff          | + 4m37s   |
| 6. | Bob Jungels         | Etixx-Quick Step | + 8m31s   |
| 7. | Rigoberto Urán      | Cannondale       | + 11m47s  |
| 8. | Andrey Amador       | Movistar Team    | + 13m21s  |
| 9. | Darwin Atapuma      | BMC Racing Team  | + 14m09s  |
| 10. | Kanstantsin Sivtsov | Dimension Data   | + 16m20s  |
| 11. | Hubert Dupont       | AG2R La Mondiale | + 24m33s  |
| 12. | Jakob Fuglsang      | Astana           | + 24m59s  |
| 13. | Giovanni Visconti   | Movistar Team    | + 31m38s  |
| 14. | André Cardoso       | Cannondale       | + 34m12s  |
| 15. | Maxime Monfort      | Lotto-Soudal     | + 34m34s  |
| 16. | Michele Scarponi    | Astana           | + 38m09s  |
| 17. | Sebastián Henao     | Team Sky         | + 38m09s  |
| 18. | Stefano Pirazzi     | Bardiani CSF     | + 41m00s  |
| 19. | Matteo Montaguti    | AG2R La Mondiale | + 43m49s  |
| 20. | Domenico Pozzovivo  | AG2R La Mondiale | + 51m49s  |

### Classificação dos pontos
| Classificação por pontos | Classificação por pontos | Classificação por pontos | Classificação por pontos | Classificação por pontos |
| Ciclista                 | Ciclista                 | Equipe                   | Pontos                   |                          |
| ------------------------ | ------------------------ | ------------------------ | ------------------------ | ------------------------ |
| 1.                       | Giacomo Nizzolo          | Trek-Segafredo           | 209 pts                  |                          |
| 2.                       | Matteo Trentin           | Etixx-Quick Step         | 184 pts                  |                          |
| 3.                       | Sacha Modolo             | Lampre-Merida            | 163 pts                  |                          |
| 4.                       | Diego Ulissi             | Lampre-Merida            | 156 pts                  |                          |
| 5.                       | Daniel Oss               | BMC Racing Team          | 133 pts                  |                          |
| 6.                       | Maarten Tjallingii       | LottoNL-Jumbo            | 103 pts                  |                          |
| 7.                       | Alejandro Valverde       | Movistar Team            | 92 pts                   |                          |
| 8.                       | Nikias Arndt             | Giant-Alpecin            | 88 pts                   |                          |
| 9.                       | Aleksandr Porsev         | Katusha                  | 80 pts                   |                          |
| 10.                      | Steven Kruijswijk        | LottoNL-Jumbo            | 76 pts                   |                          |

### Classificação por equipes
| Classificação por equipes | Classificação por equipes | Classificação por equipes | Classificação por equipes |
| Equipe                    | Equipe                    | Tempo                     |                           |
| ------------------------- | ------------------------- | ------------------------- | ------------------------- |
| 1.                        | Astana                    | 260h02m35s                |                           |
| 2.                        | Cannondale                | + 6m57s                   |                           |
| 3.                        | Movistar Team             | + 21m00s                  |                           |
| 4.                        | AG2R La Mondiale          | + 53m52s                  |                           |
| 5.                        | Sky                       | + 1h04m21s                |                           |
| 6.                        | Etixx-Quick Step          | + 1h37m53s                |                           |
| 7.                        | Tinkoff                   | + 1h40m44s                |                           |
| 8.                        | Katusha                   | + 2h06m36s                |                           |
| 9.                        | Dimension Data            | + 2h53m26s                |                           |
| 10.                       | Lampre-Merida             | + 3h15m00s                |                           |

### Classificação por equipes por pontos
| Classificação por equipes | Classificação por equipes | Classificação por equipes | Classificação por equipes |
| Equipe                    | Equipe                    | Pontos                    |                           |
| ------------------------- | ------------------------- | ------------------------- | ------------------------- |
| 1.                        | Etixx-Quick Step          | 506 pts                   |                           |
| 2.                        | Lotto NL-Jumbo            | 397 pts                   |                           |
| 3.                        | Lampre-Merida             | 361 pts                   |                           |
| 4.                        | Movistar Team             | 339 pts                   |                           |
| 5.                        | Lotto-Soudal              | 303 pts                   |                           |
| 6.                        | Katusha                   | 293 pts                   |                           |
| 7.                        | Giant-Alpecin             | 280 pts                   |                           |
| 8.                        | BMC Racing Team           | 232 pts                   |                           |
| 9.                        | Orica-GreenEDGE           | 220 pts                   |                           |
| 10.                       | Trek-Segafredo            | 216 pts                   |                           |